# Neurothemis pseudosophronia
Neurothemis pseudosophronia är en trollsländeart som beskrevs av Brauer 1867. Neurothemis pseudosophronia ingår i släktet Neurothemis och familjen segeltrollsländor. Inga underarter finns listade i Catalogue of Life.